# Liste von Brunnen in Kaiserslautern
Im Stadtgebiet von Kaiserslautern (Kernstadt und Stadtteile) sind über 100 Brunnen öffentlich zugänglich.

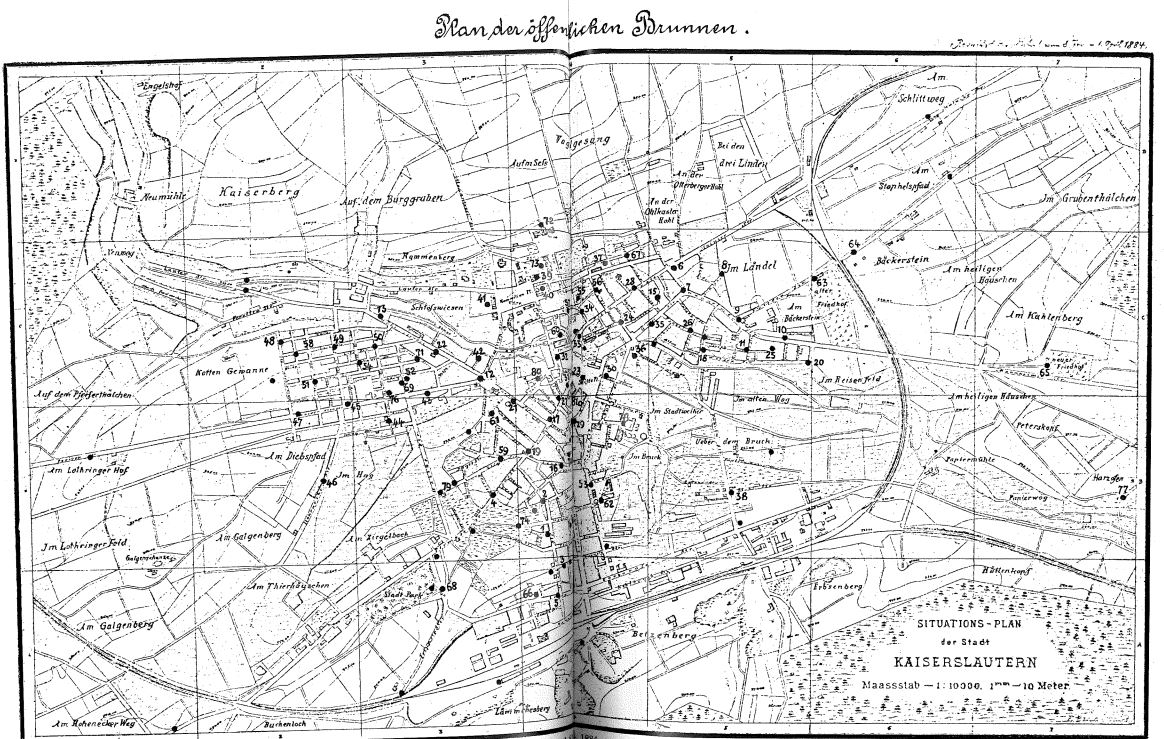
Plan der öffentlichen Brunnen in Kaiserslautern 1884

## Liste der Brunnen in der Kernstadt
| Bild           | Name                                                                                                  | Lage | Anmerkung |
| -------------- | --- | --- | --- |
| weitere Bilder | Albrechtsbrunnen                                                                                      | am Waldschlösschen 49° 26′ 0″ N, 7° 46′ 17″ O                                                                | 1890 schuf der Bildhauer Heinrich Bernd den Albrechtsbrunnen als Erinnerung an die Schenkung des südlichen Stadtwalds durch König Albrecht im Jahr 1309. Die Brunnenfigur, ein Junge mit Ferkel, aus dem Jahre 1911 stammt von dem Künstler Gustav Adolf Bernd und repräsentiert das Recht der Lauterer, ihre Schweine zur Mast in den Wald treiben zu dürfen. Ursprünglich stand der Brunnen in einer Grünanlage zwischen Logenstraße und Bahnhofstraße vor dem ehemaligen Königliches Bezirkskommando, heute Polizeipräsidium. Erst im Jahr 1895 wurde er an seinen heutigen Standort verlegt. Geschichten nach handelt es sich um eine Nachbildung eines belgischen Brunnens, welcher mit einem flandrischen Ritter geziert ist. Die Vermutungen, dass es sich um eine Nachbildung eines Brunnens von Versailles handelt konnte bis heute nicht belegt werden. |
| Weitere Bilder | Altenwoogbrunnen, Kennedy-Brunnen, Bundkuchen                                                         | Kennedy-Platz 49° 26′ 35″ N, 7° 46′ 45″ O                                                                    | Der Springbrunnen wurde am 29. Juni 1939 durch den damaligen Oberbürgermeister Richard Imbt mit den Worten „Lasst laufen den Brunnen!“ feierlich eingeweiht. Entworfen wurde der Brunnen vom Architekten Blatt aus Kaiserslautern, hergestellt durch die Brunnenbaufirma Wagner aus Ludwigshafen am Rhein. Damals befand sich in der Mitte des Brunnens eine kupferne Schale, welche allerdings während des Kriegs eingeschmolzen wurde. Um die große Fontäne in der Mitte ergießen sich 16 weitere kleine Fontänen. Aufgrund der Ähnlichkeit wurde der Brunnen im Volksmund auch „Bundkuchen“ genannt. |
|                | Alter Schöpfbrunnen                                                                                   | Salzstraße, Ecke Epplergasse, gegenüber der Stadtbücherei 49° 26′ 47″ N, 7° 46′ 27″ O                        | Alter Zieh- oder Schöpfbrunnen. Die Brunnenfassung wurde aber von der Stadtverwaltung Kaiserslautern 1977 in der Gemeinde Rosenkopf gekauft. Die Kunstschmiedearbeiten stammen von Heinz Denig. Der Brunnen soll an die frühere Wasserversorgung der Stadt erinnern da gemäß dem Stadtplan von 1672 an dieser Stelle schon ein Brunnen stand. |
|                | Apollonia-Brunnen                                                                                     | Glaserstraße 7 49° 26′ 40″ N, 7° 46′ 12″ O                                                                   | Kaskadenbrunnen aus dem Jahr 1976 von Werner Brämer aus Schopp. Apollonia ist die Patronin gegen Zahnweh. |
|                | Aspenborn                                                                                             | Zwischen Otterbach und Kaiserslautern im Morlauterer Wald 49° 28′ 4″ N, 7° 44′ 55″ O                         | Befindet sich zwischen Otterbach und Kaiserslautern südlich des Ruhetalweihers. Ist als Naturdenkmal ausgewiesen und wurde vermutlich 1896 erbaut. Früher diente der Brunnen als Wasserversorgung für das nahegelegene Forsthaus. |
|                | Brunnen – „Ich bin der Weinstock, Ihr seid die Reben“                                                 | Innenhof der Wohnanlage Friedrich-Karl-Straße 1 49° 26′ 22″ N, 7° 45′ 38″ O                                  | 1989 wurde der Brunnen von Richard Menges entworfen. Die Mittelsäule des Brunnens aus gelbem Jaumont-Kalkstein aus dem lothringischen Steinbruch Malancourt, geschmückt mit Relief von Weinreben, Vögel und Eichhörnchen, ist erhalten, der Brunnen selbst außer Betrieb. |
|                | Brunnen am Bahnheim                                                                                   | Bahnheim 49° 26′ 24″ N, 7° 44′ 0″ O                                                                          | Der runde Brunnen aus hellem Stein ist eine Stiftung der Baugenossenschaft Bahnheim aus dem Jahr 1950. Er ist mit vier Wappen geschmückt: dem Bayerischen Staatswappen, einem Flügelrad als Symbol der Eisenbahn, dem Stadtwappen von Kaiserslautern und einem Reichsadler. |
|                | Brunnen Villa Kröckel                                                                                 | Villa Kröckel 49° 26′ 20″ N, 7° 45′ 50″ O                                                                    | Befindet sich im rückwärtigen Bereich der Villa Kröckel und besitzt ein Wasserspiel, welches aus zwei Betonsteinen besteht. |
|                | Brunnenanlage am Altenhof                                                                             | Am Altenhof 49° 26′ 39″ N, 7° 46′ 6″ O                                                                       | Befindet sich am Altenhof in Kaiserslautern und wurde von der Stadt sowie der Kreissparkasse finanziert werden. Für den ehemaligen Oberbürgermeister Bernhard J. Deubig sollen die 24 Wasserdüsen folgende Bedeutung haben: „Die drei Quellen der Erfahrung aus dem Vergangenem, der Kraft für die Gegenwart und der Kreativität für die Zukunft!“. |
|                | Brunnenanlage am Hauptbahnhof                                                                         | Kaiserslautern Hauptbahnhof49° 26′ 12″ N, 7° 46′ 6″ O                                                        | Eingeweiht wurde der Brunnen am 12. April 2006 durch den damaligen Oberbürgermeister Bernhard J. Deubig mit den Worten: „Lebendiges Wasser ist ein notwendiges Element einer lebendigen Stadt“. Der Brunnen besteht aus 14 Sprudlern, welche auch beleuchtet werden können. |
|                | Bärenbrunnen                                                                                          | Villenstraße, vor Nr. 21 49° 26′ 58″ N, 7° 46′ 19″ O                                                         | Laufbrunnen mit Anschluss an die Wasserleitung. 1914 vom Bildhauer Gustav Adolf Bernd nach Entwurf von Hermann Hussong geschaffen, die Bronzefigur wurde 1987 originalgetreu nachgebildet, da sie während des Zweiten Weltkriegs eingeschmolzen wurde. Zwischenzeitig thronte auch eine Bären-Nachbildung aus Sandstein auf der Brunnensäule, welche aber öfters zum Teil stark beschädigt wurde; zum Schluss schlug man ihm sogar die Schnauze ab. Die Säule aus Sandstein zeigt auf der Vorderseite skulptierte Renaissance-Ornamente und auf der Rückseite die Hauptdaten des Brunnens. Bis heute steht der Brunnen unter Denkmalschutz. |
|                | Brunnen im Rundbau, Eugen-Damm-Brunnen                                                                | Königstraße, Albert-Schweitzer-Straße 49° 26′ 21″ N, 7° 45′ 23″ O                                            | Der Brunnen wurde 1928 als Planschbecken gebaut. 1977/1978 wurde es zum Brunnen umgebaut und 1989 mit der Skulptur Zwei Schwestern des Künstlers Fritz Korter ergänzt. Drei Düsen bilden fächerartige Wasserstrahlen von sechs Meter Länge über einem halbrunden Becken. |
|                | Brunnenanlage im Stadtpark                                                                            | Stadtpark 49° 26′ 16″ N, 7° 45′ 40″ O                                                                        | Befindet sich im Stadtpark Kaiserslautern und wurde im Jahr 2012 durch den damaligen Oberbürgermeister Klaus Weichel mit folgenden Worten eingeweiht: „Brunnen laden zum Verweilen ein, die Wasserspiele wirken belebend und beruhigend zugleich und sie wirken positiv auf den umliegenden urbanen Raum. Wasser ist seit je her das Element des Lebens. Es freut mich daher sehr, mit diesem neuen Brunnen ein weiteres Element der Ruhe und Besinnung für unseren Stadtpark zu gewinnen“. Die Wasserfontänen habe eine Höhe von bis zu 1,60 m. |
|                | Brunnen im Grübentälchen                                                                              | Im Grübentälchen 49° 27′ 12″ N, 7° 47′ 45″ O                                                                 | Pumpbrunnen im Grübentälchen neben einem Gedenkstein, der 1976 zum 40. Jahrestag der Siedlung „Grübentälchen“ aufgestellt wurde. |
|                | Brunnenanlage im Volkspark                                                                            | Volkspark 49° 26′ 31″ N, 7° 47′ 33″ O                                                                        | Befindet sich auf dem Wasserspielplatz im Volkspark und bietet den Kindern dort Wasserspielbereiche zwischen 5 und 20 cm Tiefe. |
|                | Das tanzende Bauernpaar                                                                               | Stiftsplatz 49° 26′ 40″ N, 7° 46′ 18″ O                                                                      | Der Brunnen stellt ein tanzendes Bauernpaar dar. Außen am Brunnenrand sind Düsen angeordnet und leiten das Wasser in die Mitte. Der Springbrunnen wurde am 15. Juli 1977 eingeweiht. Die Bronzeplastik des tanzenden Bauernpaares stammt von Waldemar Grzimek nach einem Kupferstich von Albrecht Dürer. |
|                | Brunnen am Davenportplatz                                                                             | Davenportplatz 49° 25′ 31″ N, 7° 44′ 52″ O                                                                   | Der Brunnen des Bildhauers Daniel Couvreur aus dem Jahr 1993 besteht aus drei Fontänen bei streng geometrischen Skulpturen aus Carrara-Marmor. Der Brunnen wurde am 10.09.1993 eingeweiht und hat rund 440.000 DM gekostet. Der aus Marmor und Stein gepflasterte Weg in der Mitte wurde erst nachträglich errichtet; früher war der Brunnen von einer Wiese umgeben, durch Besucher hat sich ein Trampelpfad gebildet. Die Anordnung der Stelen und Sitzmöglichkeiten soll an die Grabstätten prähistorischer Zeiten erinnern. Die Stelen sind zum Teil mit Reliefs geschmückt, welche ebenfalls an Ausdrucksweisen unserer Vorfahren erinnern sollen. |
| weitere Bilder | Dammbrunnen                                                                                           | nördlich der Landesstraße 504 49° 24′ 22″ N, 7° 50′ 32″ O                                                    | Quelle im Pfälzerwald. Ist als Naturdenkmal eingestuft. Diente damals als Viehtränke. Der Name leitet sich von dem Begriff „Damm“ ab, welcher das austretende Wasser der Quelle zu einem kleinen Weiher aufstaute. |
|                | Die Familie                                                                                           | Wohnsiedlung Betzenberg, Rousseaustraße 49° 25′ 50″ N, 7° 47′ 3″ O                                           | Dieser Springbrunnen wurde von dem freien Künstler Albert Matzdorf erdacht und durch die Bau-AG errichtet. Inbetriebnahme war am 18.06.1975. Die vier Formenstücke in der Mitte des Brunnens symbolisieren eine Familie. |
|                | Delphinreiterbrunnen                                                                                  | Privatgarten Gärtnereistraße 49° 27′ 3″ N, 7° 47′ 39″ O                                                      | Befand sich früher in der Grünanlage zwischen Burgstraße und Fruchthallstraße. Wurde im Anschluss an die Rosenausstellung im Jahr 1955 in Betrieb genommen. Befindet sich heute in einem Privatgarten in der Gärtnereistraße. |
|                | Brunnen in der Wohnanlage Donnersbergstraße                                                           | Donnersbergstraße 49° 26′ 33″ N, 7° 47′ 34″ O                                                                | Der runde Brunnen ist eine Stiftung der Bau-AG Kaiserslautern. Der Springbrunnen wurde 1958 mit Kunstschmiedearbeiten von Tierfiguren nach Modellen von Schülern der Meisterschule von der Firma Näher aus Kaiserslautern geschmückt. |
|                | Brunnen St. Franziskus Gymnasium                                                                      | St.Franziskus Straße 2, auf dem Schulhof 49° 26′ 36,5″ N, 7° 45′ 50,5″ O                                     | Ehemaliger Trinkbrunnen, welcher bis heute ans Wasserversorgungsnetz angeschlossen ist. Geplant von Hans Joachim Klostermann und gebaut von der Firma Schauffele aus Bad Cannstatt im Jahr 1960. |
|                | Mädchen mit Eichhörnchen                                                                              | Stiftswaldstraße 49° 26′ 35″ N, 7° 47′ 54″ O                                                                 | Die Bronzeplastik des Brunnens aus dem Jahr 1961 wurde von dem Bildhauer J. Schwarzbeck aus Darmstadt gestaltet. |
| weitere Bilder | Fackelbrunnen                                                                                         | Grünanlage zwischen Burgstraße und Fruchthallstraße 49° 26′ 43″ N, 7° 46′ 5″ O                               | Es handelt sich um einen Sandstein-Schalenbrunnen mit Bronze-Wasserspeiern aus dem Jahr 1939. Bildhauer war Fritz Korter. Er steht unter Denkmalschutz. Befand sich vorher am Fackelrondell, wo einige Jahre später allerdings das Karstadtgebäude errichtet wurde. Der Name leitet sich von dem althochdeutschen Begriff „farah“ oder „fark“ ab, was so viel wie „Schwein“ bedeutet, da sich damals die Schweine im Ufergelände des Woogs suhlen durften. In den Abendstunden ist der Brunnen hübsch beleuchtet. |
| weitere Bilder | Fackelino-Brunnen                                                                                     | Shopping-Mall K in Lautern49° 26′ 40″ N, 7° 45′ 58″ O                                                        | Brunnenanlage im Untergeschoss der Shopping-Mall. |
|                | Felsenbrunnen                                                                                         | nahe der Bundesstraße 4849° 23′ 55″ N, 7° 50′ 37″ O                                                          | Quelle im Pfälzerwald. Ist als Naturdenkmal eingestuft. Das Wasser läuft über ein Auslaufrohr in einen Graben, wo es dann im Felsental versickert. |
|                | Flötenspielerbrunnen                                                                                  | Mannheimer Straße 206 49° 26′ 38″ N, 7° 48′ 6″ O                                                             | Springbrunnen mit Umwälzpumpe, errichtet im Jahr 1980 durch eine Privatinitiative. Geschaffen wurden die ehemaligen Figuren (Flötenspieler und zwei Pelikane) von Werner Gürtner. !985 wurden die Figuren gänzlich ersetzt, wobei die beiden Pelikane durch zwei Storchennachbildungen ersetzt wurden. |
|                | Brunnen im Fuchsbau                                                                                   | Innenhof des Fuchsbaus, Lutrinastraße 49° 26′ 30″ N, 7° 46′ 19″ O                                            | Runde Brunnenanlage aus dem Jahr 1974. |
|                | Brunnen vor der Gartenschau Kaiserslautern                                                            | Lauterstraße 49° 26′ 48″ N, 7° 45′ 9″ O                                                                      | Im April 2009 eingeweihter Springbrunnen (Fontänebrunnen) im Eingangsbereich des Gartenschaugeländes an der Lauterstraße. |
|                | Brunnen in der Gartenschau                                                                            | Lauterstraße 49° 27′ 2″ N, 7° 44′ 57″ O                                                                      | |
|                | Gänsebrunnen, Martinsbrunnen                                                                          | Klosterstraße 6 49° 26′ 44″ N, 7° 46′ 23″ O                                                                  | Geschaffen von Richard Menges und eingeweiht am 8. September 1961. Die Sandsteinsäule zeigt Gänse, welche an die Martinslegende erinnern sollen. Der Kopfteil des Brunnens, welcher die Form einer Bischofsmütze hat, zeigt Martin von Tours zu Pferde wie er seinen Mantel teilt. Darunter kann man die Worte „caritas christi urget nos“ lesen was so viel bedeutet wie „Die Liebe Christi treibt uns“. |
|                | Hüttenbrunnen                                                                                         | Talstraße, Erzhütten 49° 27′ 53″ N, 7° 43′ 35″ O                                                             | Ein Kaskadenbrunnen, welcher im oberen Teil Wasser über ein Überlaufrohr an die untere Etage weitergibt. Beide Etagen sind miteinander verbunden. |
| weitere Bilder | Hungerbrunnen                                                                                         | am östlichen Straßenrand der Landesstraße 504 49° 24′ 46″ N, 7° 49′ 50″ O                                    | Quelle im Pfälzerwald. Ist als Naturdenkmal eingestuft. Wurde bereits im Jahr 1600 als „Hungerborn“ erwähnt. Wahrscheinlich verknüpften die Menschen früher den Brunnen mit Missernte und Hungersnot und somit das Ausbleiben von fetten Jahren. |
|                | Hussongbrunnen                                                                                        | Waldfriedhof 49° 26′ 21″ N, 7° 50′ 27″ O                                                                     | Befindet sich auf dem Waldfriedhof in Kaiserslautern. Er wurde nach den Entwürfen des damaligen Stadtplaners und Architekten Hermann Hussong errichtet. |
|                | Hofmannsquelle                                                                                        | Im Hagelgrund bei Kaiserslautern 49° 27′ 49″ N, 7° 46′ 39″ O                                                 | Befindet sich im Hagelgrund bei Kaiserslautern und ist seit 1990 als Naturdenkmal ausgewiesen. |
|                | Innovation                                                                                            | Velmannstraße 13 49° 26′ 16″ N, 7° 48′ 51″ O                                                                 | Der Schulbrunnen wurde im Rahmen von „Kunst am Bau“ durch die Bildhauerin Sr. M. Burghildis Roth geschaffen, er verfolgt den Leitgedanken „Wasser ist Leben“. Er wurde von der Stadt und dem Landkreis gestiftet und um Jahr 1979 eingeweiht. |
|                | Jungfernbrunnen                                                                                       | Am Westhang des Kleinen Krebsers bei Kaiserslautern 49° 24′ 31″ N, 7° 47′ 32″ O                              | Befindet sich am Westhang des Kleinen Krebsers bei Kaiserslautern. Die gefasste Quelle ist als Naturdenkmal ausgewiesen. Oberhalb des Brunnens befindet sich eine etwa 200 m lange und zwischen 1,5 m und 5 m hohe Felsenbank, der sogenannte Jungfernfels, welcher ebenfalls als Naturdenkmal eingestuft ist. |
| weitere Bilder | Kaiserbrunnen am Mainzer Tor                                                                          | Ludwigstraße/Mannheimer Straße/Steinstraße 49° 26′ 54″ N, 7° 46′ 36″ O                                       | Die runde Brunnenanlage aus Bronze und Sandstein mit 12 m Durchmesser und 5 m Höhe ist seit 1987 in Betrieb und wurde vom Kaiserslauterer Bildhauer Gernot Rumpf und seiner Ehefrau Barbara Rumpf gestaltet. Der zentrale Teil des Brunnens zeigt Kaiser Friedrich I. Barbarossa und König Rudolf I. von Habsburg. Die beiden Figuren sind umgeben von Symbolen, welche an die Geschichte der Stadt erinnern. Gepanzertes Ross: Erinnerung an die Ritterzeit Eule: vertritt die Schulen und Universitäten der Stadt (Weisheit) Pferdekopf: Erinnerung an die Pferdepost, Beförderungsmittel für Personen und die Post Gewand von Pfalzgräfin Maria Eleonora (1610–1675) und Kleidung von Pfalzgraf und Fürst von Lautern Ludwig Philipp (1603–1655) Hut von Napoleon I. Bonaparte: Napoleon war in den Jahren 1804, 1807 und 1813 in Kaiserslautern Fisch: Wappentier von Kaiserslautern, früher war die Fischzucht eine wichtige Nahrungsquelle für die Stadt Kaiserslautern und Umgebung Türme: Erinnerung an die Stadtmauer mit Türmen Elefanten: Symbol der Wehrhaftigkeit, bewachen eine Nachbildung des Stadtsiegels aus dem Jahr 1266 Esel: Symbol für die Eselsfürth, eine ehemalige Furt, über welche früher Eselstransporte geleitet wurden Schmelztiegel: Symbol für die Getreideindustrie in der Umgebung von Kaiserslautern Honigbiene: Erinnerung an die im Jahr 1768 gegründete „Bienengesellschaft“ oder „Physikalische Ökonomische Gesellschaft“, die erste moderne Wirtschaftshochschule Europas. Wurde 1784 der philosophischen Fakultät in Heidelberg angegliedert. Gewitter über einem Auswandererschiff nach Amerika: Erinnerung an Schwierigkeiten solcher Seereisen im 17., 18. und 19. Jahrhundert Automobilmotor: Erinnerung an die Gebrüder Kaiser, heute Zweigwerk der Adam Opel AG, größter Arbeitgeber in Kaiserslautern Nähmaschine: Erinnerung an die Herstellung von Nähmaschinen durch de G.M.Pfaff AG Fußball mit der Signatur von Fritz Walter: Ehemaliger Spieler der Nationalelf im Jahr 1954, Wunder von Bern |
| weitere Bilder | Leo-Erb-Brunnen, Duschstraße                                                                          | Schillerplatz 49° 26′ 42″ N, 7° 46′ 11″ O                                                                    | Der Leo-Erb-Brunnen wurde von dem saarländischen Maler Leo Erb konzipiert und am 13. August 1975 aus Anlass der Fertigstellung der dortigen Fußgängerzone eingeweiht. Er besteht aus 16 Brunnensäulen aus Edelstahl mit insgesamt 512 Düsen. Im Volksmund wird der Brunnen auch „Duschstraße“ genannt. |
|                | Letzbachbrunnen                                                                                       | Am Westhang des Großen Humbergs befindet, nördlich des Weiherfelder Hofs 49° 24′ 14″ N, 7° 46′ 16″ O         | Naturdenkmal, welches sich am Westhang des Großen Humbergs befindet, nördlich des Weiherfeldhofs. |
|                | 2 Brunnen Lina-Pfaff-Realschule plus                                                                  | Lina-Pfaff-Realschule plus, Friedrichstraße 75 49° 26′ 24″ N, 7° 46′ 36″ O                                   | Beim Bau der Barbarossaschule 1898/1899 wurden rechts und links des Eingangs Wandbrunnen mit gusseisernen, mit Seerosen verzierten Fischköpfen als Wasserspeier für Trinkwasser angebaut. |
|                | Löwenbrunnen                                                                                          | Hauptfriedhof 49° 26′ 42″ N, 7° 48′ 7″ O                                                                     | Der Löwenbrunnen wurde von 1916 bis 1918 von Bildhauer Karl Dick als Kunststeinguss aus Muschelkalk geschaffen. Im Jahr 1936 wurde der Brunnen aufgrund einer Funktionsstörung der Wasserspieltechnik und der Undichtigkeit des unteren Bassins stillgelegt und 1996 wiederhergestellt. Zwischenzeitig war der Brunnen unter dem Namen „stummer Brunnen“ oder „trockener Brunnen“ bekannt. |
| weitere Bilder | Marktbrunnen, der schöne Brunnen                                                                      | an der Stiftskirche 49° 26′ 41″ N, 7° 46′ 15″ O                                                              | Es handelt sich um den ältesten Zierbrunnen in der Stadt. Über den genauen Zeitpunkt und Ort seiner Ersterschaffung ist leider nichts genaues bekannt. Erstmals wird der Brunnen im Jahr 1571 erwähnt, damals als Laufbrunnen an der vom Brunnenmeister Hertlein aus Augsburg angelegten Wasserleitung vom Hochsand angeschlossen, welche im Dreißigjährigen Krieg zerstört wurde. 1664 kam die Idee, den Brunnen auf dem Markt in der Stadt wieder herzurichten, einmal zur Löschwasserversorgung und zum anderen zur Zierde der Stadt. Der Brunnen zeigt mitunter den Pfälzer Löwen, welcher mit der einen Pranke das Stadtwappen und mit der anderen Pranke das kurpfälzische Wappen hält. Die Reliefornamente am Becken zeigt Eiche, Heidekraut, Distel und Petersilie. Bei Umbauten der Stiftskirche im Jahr 1989 ging der Brunnen zu Bruch. 1991 wurde der Brunnen von Richard Menges rekonstruiert. Heute steht der Brunnen unter Denkmalschutz. |
|                | Meinungsaustausch                                                                                     | Rheinland-Pfälzische Technische Universität Kaiserslautern-Landau, nahe der Mensa 49° 25′ 28″ N, 7° 45′ 5″ O | Das über 7 Meter lange, fast 5 Meter breite und über 2 Meter hohe Kunstwerk wurde von den Künstlern Gunther Stilling und Martin Schöneich 1985 aus rotem italienischem Kalkstein geschaffen. Finanziert wurde der Brunnen vom Land Rheinland-Pfalz aus Mitteln für „Kunst am Bau“. Die Einweihung fand am 08. Oktober 1985 statt. Die Gestaltung für den Brunnen übernahm Gunther Stilling, welcher gemeinsam mit dem Martin Schöneich im Jahr 1983 einen ausgeschriebenen Wettbewerb gewann. |
|                | Moosbrunnen                                                                                           | zwischen dem Aschbacherhof und Mölschbach 49° 23′ 13″ N, 7° 47′ 26″ O                                        | Quelle im Pfälzerwald. Ist als Naturdenkmal eingestuft. |
|                | Münchdammbrunnen                                                                                      | zwischen Schubertstraße und Lutrinastraße 49° 26′ 26″ N, 7° 46′ 22″ O                                        | Der nach der früheren Münchdammschule benannte Brunnen ist ein kugelförmiger Brunnen mit konkaver, schalenförmiger Vertiefung aus dem Jahr 1966. |
|                | Paul-Münch-Brunnen                                                                                    | in der Nähe der Alex-Müller-Straße 49° 27′ 6″ N, 7° 45′ 55″ O                                                | Der nach dem Heimat- und Mundartdichter Paul Münch benannte Brunnen wurde 1863 von dem Bildhauer Werner Bernd geschaffen. Die Skulptur zeigt zwei „Pfälzer Musikanten“ beziehungsweise Mackenbacher. Die beiden Blasmusikanten waren nicht nur in der Westpfalz, sondern auch in Amerika bekannt. |
|                | Wandbrunnen in der Paulstraße 6                                                                       | Paulstraße 6 49° 26′ 32″ N, 7° 45′ 33″ O                                                                     | Im Jahre 1914 wurde dieser Wandbrunnen von Steinmetz Hocke in Sandstein gehauen und 1984 wurde der Brunnen renoviert und in der Paulstraße 6 aufgestellt. Zuvor stand der Brunnen in der Nähe des Pfaffbades und trug die Inschrift: „Seele des Menschen, wie gleichst du dem Wasser - vom Himmel kommt es, zum Himmel steigt es“ aus dem Gedicht „Gesang der Geister über den Wassern“ von J.W.v.Goethe. |
|                | Pfaffenbrunnen                                                                                        | Im Stadtwald, südwestlich vom Bremerhof 49° 24′ 41″ N, 7° 45′ 28″ O                                          | Befindet sich am Nordhang des Letzberges, welcher auch Pfaffenberg genannt wird. Mit 387 Metern ist es der höchstgelegene Brunnen in der Stadt. Bis 1935 diente er der Wasserversorgung des Bremerhofes. In den Jahren 1984 und 1987 wurde der Brunnen neu gestaltet. Seither fließt das Wasser über 57 Buntsandsteinblöcken in Kaskaden den Hang hinunter und versickert im Talboden. |
|                | Reichswaldbrunnen                                                                                     | In der Nähe des Bremerhof 49° 25′ 5″ N, 7° 45′ 39″ O                                                         | Befindet sich in der Nähe des Bremerhofs und wurde nach der Idee des Forstbeamten Heinz Becker durch den Steinmetz Rudolf Faschon aus Sandstein gehauen. Der Laufbrunnen wurde am 30. Mai 1972 eingeweiht. Auf dem Sandstein sind das Stadtwappen der Stadt Kaiserslautern, das Einweihungsjahr sowie die Inschrift „Reichswaldgenossenschaft Kaiserslautern“ zu sehen. Der Brunnen deutet auf die historische Besonderheit der Waldberechtigungsverhältnisse hin; so war der Reichswald schon immer Staatswald und ist heute im Besitz des Landes Rheinland-Pfalz. |
|                | Brunnen Ecke Pariser Straße/Waldstr.                                                                  | Ecke Pariser Str./Waldstr. 49° 26′ 35″ N, 7° 45′ 12″ O                                                       | Der Brunnen, der den „Kreislauf des Geldes“ versinnbildlichen soll, wurde 1972 von der Stadtsparkasse Kaiserslautern gestiftet und von dem Architekten Ludwig Welker entworfen. Er besteht aus Kaskaden über drei stufenförmige runde Becken. |
|                | Riesenbrunnen                                                                                         | in der Fußgängerzone, Riesenstraße 49° 26′ 34″ N, 7° 46′ 14″ O                                               | Kugelbrunnen in der Riesenstraße |
|                | Schafbrunnen                                                                                          | Triftstraße 106 49° 26′ 19″ N, 7° 44′ 24″ O                                                                  | Der vier Tonnen schwere Sandsteinblock zeigt einen Schäfer mit seinen Schafen. Erbaut wurde der Brunnen im Jahr 1990. Der Sandsteinblock hat die Größe 200 × 60 × 90 cm. |
| weitere Bilder | Schwanenbrunnen, Fontainebrunnen, Kaufhausbrunnen, Stadthausbrunnen, Serenadenbrunnen, Martinsbrunnen | Martinsplatz 49° 26′ 45″ N, 7° 46′ 19″ O                                                                     | Der antikisierende Schalenbrunnen aus Sandstein mit gusseiserner Brunnensäule wurde in den Jahren 1890 und 1891 von Eduard Kölwel geschaffen. Kölwel war der Erbauer der zentralen Wasserleitung und wurde zum Aufbau eines Springbrunnens in der Stadt verpflichtet. Die Kosten für den Brunnen beliefen sich auf über 3.000 DM. Der Brunnen hat eine Höhe von 3,60 m und ist mit kunstvollen Ornamenten verziert. Auf der Mittelsäule kniet eine pausbäckige Putte, welche über ein Füllhorn Wasser speit. Am Fuße der Mittelsäule sitzen vier Schwäne, welche 1977 von der Firma Pfaff neu modelliert und gegossen wurden. 1907 erhielt der Brunnen ein Schutzgitter gegen Verunreinigungen und zur Verhinderung seiner Nutzung als Badeweiher. Das Gitter wurde allerdings nach einigen Jahren wieder entfernt. Nach Einbruch der Dunkelheit wird der Brunnen über zehn in den Beckenboden eingebauten Unterwasserscheinwerfer beleuchtet. Bis heute steht der Brunnen unter Denkmalschutz. |
| weitere Bilder | Spittelmüller-Brunnen, Spittelbrunnen                                                                 | Stiftsplatz 49° 26′ 40″ N, 7° 46′ 19″ O                                                                      | Der Brunnen ist eine Sandsteinschale mit aufgesockeltem Standbild aus dem Jahr 1912. Tag der Einweihung des Brunnen war der 23.05.1912. Architekt war Hermann Hussong, Bildhauer war Adolf Bernd. Er steht unter Denkmalschutz. Man geht davon aus, dass es bundesweit das einzige Denkmal ist, welches einen Müller zeigt, der gerade einen Sack Korn oder Mehr ausleert. |
|                | Müllersburschenbrunnen                                                                                | Altenwoogstraße 49° 26′ 39″ N, 7° 47′ 0″ O                                                                   | Angelehnt an den Spittelmüller-Brunnen; errichtet 1979 von Werner Bernd. Befindet sich in einem Privatgarten in der Altenwoogstraße. |
|                | Stiftswaldbrunnen                                                                                     | Entersweilerhof 49° 26′ 8″ N, 7° 49′ 21″ O                                                                   | Es handelt sich um eine Vogeltränke, welche in den 50er Jahren erbaut wurde. |
|                | Spitzrainbrunnen                                                                                      | Unterhalb des Spitzrains auf dem Weg zum Wildpark Betzenberg 49° 26′ 9″ N, 7° 48′ 25″ O                      | Der Brunnen befindet sich auf dem Weg zum Wildpark Betzenberg unterhalb des Spitzrains. Der Brunnen erinnert an eine Waldschenkung durch König Albrecht an die Stadt Kaiserslautern im Jahre 1303. Errichtet wurde der Brunnen 1966 und dient als Laufbrunnen mit Vogeltränke. Auf dem Sandstein ist die Aufschrift angebracht: „KÖNIG ALBRECHT SOLL GEPRIESEN SEIN, DER UNS GESCHENKT DEN SPITZEN RAIN - 1303“. |
|                | Stockhausbrunnen                                                                                      | Stockhausplatz 49° 26′ 50″ N, 7° 46′ 31″ O                                                                   | Der Stockhaus-Brunnen ist ein Sandsteinbrunnen der Zweibrücker Künstlerin Bärbel Hafner. Er wurde von der Gasanstalt aus dem Anlass ihres 125-jährigen Bestehens gestiftet und am 30. Juni 1984 eingeweiht. Es handelt sich um einen Kaskadenbrunnen mit vier Ebenen und insgesamt neun aus rotem Pfälzer Sandstein bestehenden Schalen. Der Brunnen wurde errichtet, um den Stockhausplatz als „innerstädtisches Kommunikationszentrum“ zu beleben. |
|                | TSG-Brunnen                                                                                           | Nördlich des Weiherfelder Hof49° 23′ 57″ N, 7° 46′ 2″ O                                                      | Der Brunnen wurde 1973 nach der Idee von Kurt Mohr und durch Spenden geplant und von der Wanderabteilung der TSG Kaiserslautern errichtet. Das Wasser des Laufbrunnens fließt in den Letzbach ab. Der zuständige Steinmetz war Steinmetz Müller aus Kaiserslautern. |
|                | Brunnen an der Villa Ritter                                                                           | Villa Ritter 49° 27′ 5″ N, 7° 46′ 19″ O                                                                      | Wandbrunnen, geschmückt mit Traubengirlande und Vogelmotiven über einer Muschelschale. Wahrscheinlich wurde dieser Laufbrunnen von Karl Dick geschaffen. |
|                | Vogelbrünnchen                                                                                        | Bremerstraße 49° 25′ 35″ N, 7° 46′ 9″ O                                                                      | Der Brunnen ist ein Sandsteinfindling aus dem Wienertal und wurde 1957 und 1968 renoviert. |
|                | Vogeltränke Cäsarpark                                                                                 | Hussongstraße 12 49° 27′ 20″ N, 7° 45′ 31″ O                                                                 | Ein Brunnen mit Wasserleitungsanschluss, welcher als Wasserspeier einen Löwenkopf zeigt. |
|                | Vogelwoogbrunnen                                                                                      | Nordwestecke des Vogelwoogs 49° 26′ 51″ N, 7° 43′ 16″ O                                                      | Befindet sich an der Nordwestecke des Vogelwoogs und ist als Naturdenkmal ausgewiesen. Durch einen 152,8 m tiefen Tiefbrunnen wird der Brunnen mit Wasser versorgt. |
|                | Brunnen an der Volksbank                                                                              | Ecke Fischerstraße/Kanalstraße 49° 26′ 42″ N, 7° 46′ 26″ O                                                   | Aus einem Quellstein sprudelt in dem von Werner Heyl 1986 entworfenen Brunnen Wasser, welches beleuchtet werden kann. Der Brunnen besteht aus Sandstein vom Natursteinwerk Faller aus Niederhausen. |
|                | Welsch-Brunnen                                                                                        | In der Nähe vom Sportplatz in Erzhütten 49° 27′ 37″ N, 7° 43′ 56″ O                                          | Laufbrunnen in der Nähe vom Sportplatz in Erzhütten. Er wurde im Rahmen der „Hütterer Kerwe“ im Jahr 1974 eingeweiht. |
|                | Wolfsbrunnen                                                                                          | Am Westhang des Großen Krebsers 49° 24′ 5″ N, 7° 48′ 8″ O                                                    | Befindet sich am Westhang des Großen Krebsers und ist ein ausgewiesenes Naturdenkmal. Das Wasser versickert auf seinem Weg Richtung Aschbachtal. |
|                | Brunnen am Wasserwerk                                                                                 | Barbarossastraße 64 49° 26′ 28″ N, 7° 47′ 10″ O                                                              | Ein Springbrunnen, welche vom Architekten Leonhard Mages und dem Ingenieur Hans Mages entworfen wurde. Umgesetzt wurde der Bau des Brunnens von den Stadtwerken Kaiserslautern. Inbetriebnahme Oktober 1960. |
|                | Ziehbrunnen am Stiftswalder Forsthaus                                                                 | Forsthaus Kaiserslautern 49° 26′ 11″ N, 7° 49′ 8″ O                                                          | Schöpfbrunnen, welcher damals der Wasserversorgung diente. Er hat eine Tiefe von 8 m und einen Durchmesser von 80 cm. Errichtet wurde der Brunnen 1848. 1969 wurde er erneuert mit Überdachung und Seilwinde. |

## Liste der Brunnen in den Stadtteilen
| Bild           | Name                                                 | Lage                                                                                               | Anmerkung |
| -------------- | ---------------------------------------------------- | -------------------------------------------------------------------------------------------------- | --- |
|                | Pyramidenbrunnen                                     | Betzenberg, Rousseaustraße 49° 25′ 48″ N, 7° 46′ 54″ O                                             | Vor der Filiale der Stadtsparkasse Kaiserslautern befindet sich eine Brunnenanlage bestehend aus einer 1,90 m hohen Pyramide, einem kleinen Bachlauf und einem kleinen Sprudel. |
|                | Feiermausbrunnen                                     | Auf der Brücke 6, Siegelbach 49° 28′ 11″ N, 7° 41′ 20″ O                                           | Befindet sich auf dem Dorfplatz in Siegelbach und wurde im Jahr 2001 eingeweiht. Die Bewohner von Siegelbach werden „Feiermeis“ genannt, daher der Name. Verziert ist der Brunnen mit kleinen Mäusen aus Bronze, welche von Eva Heinrich entworfen wurden. |
| weitere Bilder | Waschbrunnen, Röhrbrunnen                            | Erfenbach, Brunnenring 49° 28′ 49″ N, 7° 42′ 47″ O                                                 | Zylinderförmiges Pumpenhäuschen mit Wasserbecken. Dient bis zur Eingemeindung von Erfenbach in die Stadt Kaiserslautern der Wasserversorgung. Bis zum Jahr 1990 speiste der Brunnen das Schwimmbad, welches aber aufgrund von Bodenverseuchungen geschlossen wurde. Er steht unter Denkmalschutz.                                                                                               |
|                | Brunnen im Park bei Kirche St. Rochus                | Grünanlage neben der Pfarrkirche St. Rochus in Hohenecken 49° 24′ 47″ N, 7° 41′ 55″ O              | Wurde vom Heimatverein im Jahr 1956/57 erbaut und befindet sich in einer Grünanlage neben der Pfarrkirche St.Rochus. |
|                | Brunnen Burgaufgang Hohenecken                       | Burgaufgang zur Burg Hohenecken 49° 24′ 51″ N, 7° 42′ 1″ O                                         | Laufbrunnen entlang des Weges hoch zur Burg Hohenecken. Erbaut während des Dritten Reiches. |
|                | Brunnen bei Rochuskapelle                            | Rochuskapelle Hohenecken 49° 24′ 46″ N, 7° 41′ 59″ O                                               | Brunnen bei der Rochus-Kapelle in Hohenecken, erbaut im Jahr 1964/1965. |
|                | Brunnen Husarenäcker                                 | Gegenüber der Straße Husarenäcker 1 in Erlenbach49° 28′ 47″ N, 7° 46′ 57″ O                        | Der Springbrunnen wurde von Gerhard Hein geplant und erbaut. Das Material ist weißer Sandstein, welcher aus Eisenberg stammt. |
|                | Brunnen am Ehrenmal für Gefallene                    | Mölschbach Ecke Johanniskreuzer Straße / Douzystraße 49° 22′ 47″ N, 7° 49′ 15″ O                   | Integrierter Bestandteil des Ehrenmals für Gefallene der beiden Weltkriege in Mölschbach. Der Sandstein stammt aus dem Wald um Mölschbach herum. Die Steinmetzarbeiten übernahmen Emil und Bernhard Neger. Die Beschriftungen wurden von Bildhauer Otto Kallenbach durchgeführt. |
|                | Drei-Tröge-Brunnen                                   | Autobahnparkplatz Queitersberg bei Kaiserslautern in Richtung Mannheim 49° 27′ 25″ N, 7° 50′ 47″ O | Damals diente der Brunnen als Tränke für die städtische Rinderherde. Der Brunnen ist sehr alt, bereits 1514 wurde der Brunnen erwähnt. |
|                | Mühlensteinbrunnen                                   | Erfenbach, Ecke Siegelbacher Straße/Jahnstraße 49° 28′ 48″ N, 7° 42′ 42″ O                         | 4 Brunnen mit der Form eines Mühlsteines aus dem Jahr 1972 von Hans-Jürgen Bröhl. |
|                | Mühlsteinbrunnen Hohenecken                          | Ecke Burgherrenstraße/Deutschherrnstraße in Hohenecken 49° 24′ 58″ N, 7° 41′ 56″ O                 | Springbrunnen in Form eines Mühlsteins. Geplant wurde er von S.Olschewski im Jahre 1968. 1991 wurde der Brunnen an den Straßenrand versetzt. |
|                | Holzbrunnen                                          | Hildegardstraße Hohenecken 49° 24′ 41″ N, 7° 41′ 59″ O                                             | Wurde im Jahr 1964 von der Gemeinde Hohenecken erbaut. Es handelt sich um einen Laufbrunnen, bzw. um eine Tränke. |
|                | Hirtenbrunnen Dansenberg                             | Spielplatz Dansenberg 49° 24′ 16″ N, 7° 44′ 11″ O                                                  | Brunnen mit Schwengelpumpe am östlichen Spielplatz von Dansenberg. |
|                | Klingelbrunnen                                       | In einem Privatwald westlich von Dansenberg                                                        | Gefasste Quelle, welche sich in einem Privatwald westlich von Dansenberg befindet. Diente im 18. Jahrhundert der Wasserversorgung des Dorfes. |
|                | Kolbenbrunnen                                        | Hohenecken, westlich des Ortes in einem Seitental des Kolbentals 49° 24′ 21″ N, 7° 40′ 53″ O       | Gefasste Quelle, auch als August-Mayer-Brunnen bekannt. |
|                | Hupserbrünnchen                                      | Nordwestlich des Humbergturm 49° 25′ 11″ N, 7° 47′ 38″ O                                           | Als Naturdenkmal ausgewiesen. Sein Name bezieht sich auf das stoßweise Austreten des Wassers, welches wie beim Schluckauf stoßweise plätschert. |
|                | Dorfbrunnen                                          | Dorfplatz Dansenberg 49° 24′ 19″ N, 7° 43′ 34″ O                                                   | Wurde von 35 freiwilligen Helfern errichtet und im Jahr 1992 eingeweiht. In einem Sandblock ist das Ortswappen eingemeißelt. |
|                | Fuchs-Brunnen                                        | An der L503 in der Nähe des Aschbacherhofs49° 23′ 38″ N, 7° 44′ 58″ O                              | Befindet sich an der L503 in der Nähe des Aschbacherhofs. Früher speiste der Brunnen bis zu 800 Liter pro Minute in den Aschbach, heute fließt die Quelle eher unregelmäßig. Bereits im 16. Jahrhundert wurde der Brunnen erstmals erwähnt. |
|                | Karlsbrunnen                                         | Morlautern, parallel zur Otterberger Straße 49° 27′ 53″ N, 7° 45′ 45″ O                            | Es handelt sich um einen Laufbrunnen in der Waldabteilung Kieferberg. Der Brunnen trägt die Inschrift „Pfälzer-Waldverein-Ortsgruppe Morlautern-1926-Karlsbrunnen“. |
|                | Kochenbrunnen                                        | Großheckental, nordwestlich von Mölschbach 49° 23′ 36″ N, 7° 47′ 40″ O                             | Gefasste Quelle, welche sich nordwestlich von Mölschbach befindet. Seit 1978 als Naturdenkmal ausgewiesen. Früher hieß der Brunnen Wittmer-Brunnen. |
|                | Retzenbrunnen                                        | Kellereiwaldstraße Hohenecken 49° 24′ 28″ N, 7° 42′ 1″ O                                           | Laufbrunnen mit eigener Quelle im Stadtteil Hohenecken. Das Relief aus Gusseisen wurde 1964 von dem Künstler Addi Schaurer erschaffen und erinnert an die Zeit, wo der Flachs geretzt (geröstet) wurde um ihn spinnfähig zu machen. |
|                | Bergbrunnen                                          | Erfenbach, Jahnstraße 49° 28′ 36″ N, 7° 42′ 53″ O                                                  | Brunnen aus den 70er Jahren. |
|                | Brunnen Lampertsmühle                                | Erfenbach gegenüber Feuerwehr 49° 28′ 54″ N, 7° 42′ 47″ O                                          | Halbrundes Brunnenbecken aus rotem Stein mit einem von ursprünglich drei Einlaufrohren. |
|                | Ochsenbrunnen                                        | Im Stadtwald bei Erzhütten-Wiesenthalerhof49° 27′ 50″ N, 7° 44′ 15″ O                              | Die alte gefasste Quelle diente früher Ochsen als Tränke. Heute wird der Brunnen von Vögeln und Wildtieren angenommen. Erbaut wurde der Brunnen um Jahr 1974 von Franz Wagner, Theobald Heil und Franz Schwehm. |
|                | Otto-Rehhagel-Brunnen                                | Vor der Burgschänke in Hohenecken 49° 24′ 45″ N, 7° 41′ 55″ O                                      | Befindet sich vor der Burgschänke in Hohenecken und erinnert an den früheren Trainer des 1. FC Kaiserslautern Otto Rehhagel. |
|                | Rambrunnen                                           | Rambacher Tal, südlich von Dansenberg 49° 23′ 51″ N, 7° 43′ 45″ O                                  | Befindet sich südlich von Dansenberg im Rambacher Tal und ist eine gefasste Quelle des Rambachs. Ist als Naturdenkmal ausgewiesen. Erstmals wurde der Brunnen 1471 erwähnt im Zusammenhang mit einem Jagdhaus von Kaiser Barbarossa, welches in der Nähe des Brunnens gestanden haben soll. |
|                | Röhrbrunnen Erlenbach                                | Am Röhrbrunnen, Erlenbach 49° 28′ 43″ N, 7° 46′ 27″ O                                              | Der Brunnen hatte früher zwei Überlaufrohre, heute gibt es nur noch ein Überlaufrohr. Es handelt sich um einen Laufbrunnen. |
|                | Schnorrbrunnen                                       | Nördlich des Ruhetalweihers 49° 28′ 6″ N, 7° 44′ 51″ O                                             | Es handelt sich um ein Naturdenkmal, welches nördlich des Ruhetalsweihers liegt. |
|                | Sauquellchen                                         | In der Nähe von Mölschbach                                                                         | 1964 wurde die Quelle von Mitarbeitern des Fortsamts Kaiserslautern-West als Brunnen gefasst. Der Brunnen befindet sich in der Nähe von Mölschbach. |
|                | Schröder-Brunnen                                     | Südöstlich von Mölschbach 49° 21′ 50″ N, 7° 50′ 18″ O                                              | Befindet sich südöstlich von Mölschbach und ist ein Naturdenkmal. Der Brunnen existiert seit 1935 und speist zusammen mit anderen Quellen den Aschbach. Der Brunnen wurde nach dem Forstwart Schröder benannt. |
|                | Strahleselbrunnen                                    | In Erlenbach in der Ortsmitte vor der Stadtsparkasse 49° 28′ 49″ N, 7° 46′ 12″ O                   | Dieser Brunnen wurde von der Bildhauerei Alwatra aus Gundersweiler gestaltet und entwickelt. Das Material ist roter Buntsandstein aus der Pfalz. |
|                | Saudentalbrunnen                                     | Im Saudental, südwestlich von Mölschbach 49° 22′ 38″ N, 7° 48′ 25″ O                               | Befindet sich im Saudental, südwestlich von Mölschbach. Ist ebenfalls als Naturdenkmal ausgezeichnet. Beide Quellen des Brunnens fließen in den Aschbach ab. Ein Zusammenhang der beiden Brunnen konnte bisher nicht ermittelt werden. Im Jahr 1985 betrug die Quellschüttung 0,3 l pro Sekunde.                                                                                                |
|                | St. Georgsbrunnen                                    | Rote Hohl 49° 24′ 45″ N, 7° 44′ 51″ O                                                              | Laufbrunnen mit Anschluss an die Dansenberger Wasserversorgung.Die Georgsfigur aus Bronze wurde von der Firma Pfaff aus Kaiserslautern hergestellt nach der Idee von Schwester Burghildis Roth aus Landstuhl. Der Brunnen wurde von Georg Rittersbacher der Rittersbacher Autohandelsgesellschaft mbH als Andenken an seinen Vater gestiftet. Eingeweiht wurde der Brunnen 1981.                |
|                | Brunnen im Biergarten des Sportheims Wiesenthalerhof | Im Biergarten des Sportheims Wiesenthalerhof 49° 27′ 35″ N, 7° 43′ 53″ O                           | Dieser Springbrunnen wurde im Jahr 1977 von Günter Schneider und Hans Blank erbaut und stand damals noch auf dem Gelände der Schlammentwässerungs- und Verbrennungsanlage des Wiesenthalerhofs. Erst im Jahr 1992 wurde der Brunnen im Biergarten des Sportheims installiert. Bei der spiralförmigen Metallsäule handelt es sich um eine Austragsschnecke einer Schlammentwässerungszentrifuge. |
|                | Tannenbrunnen                                        | im Wald zwischen Erfenbach und Wiesenthalerhof 49° 27′ 53″ N, 7° 43′ 7″ O                          | Der Brunnen, der nach dem früheren Tannenweiher benannt ist, wurde Ende der 1980er Jahre neu gefasst und 2000 neu angelegt. |
|                | Unnerbrünnchen                                       | Gegenüber Rote Hohl 49° 24′ 40″ N, 7° 44′ 50″ O                                                    | Der Brunnen wurde früher als Viehtränke genutzt. Schon im Urkataster von 1839 wurde diese Quelle erwähnt. Der Brunnen wurde 1994 renoviert. |
|                | Kriegerdenkmal Mölschbach                            | Mölschbach, Eulentalstraße 49° 22′ 47″ N, 7° 49′ 16″ O                                             | Das Kriegerdenkmal Mölschbach ist mit einem Wasserbecken als Brunnen ausgelegt. Er steht unter Denkmalschutz. |
|                | Brunnenanlege neben Stadtsparkasse Dansenberg        | Schlehweg 49° 24′ 19″ N, 7° 43′ 34″ O                                                              | Der Brunnen wurde im Jahr 2008 im Rahmen einer Umgestaltung der Ortsmitte errichtet. Das Brunnenbecken ist etwa vier Meter groß und ist mit Sandsteinen eingefasst. Entworfen wurde der Brunnen vom Referat 65 Gebäudewirtschaft. |
|                | Brunnenschacht in Morlautern                         | Morlautern, Otterbacher Straße, in Nr. 5 49° 28′ 7″ N, 7° 45′ 47″ O                                | Der mittelalterliche Brunnenschacht aus Sandsteinquadern mit Steinmetzzeichen des 12. Jahrhunderts steht unter Denkmalschutz. |
|                | Wandbrunnen Siegelbach                               | Auf der Brücke, Siegelbach 49° 28′ 11″ N, 7° 41′ 18″ O                                             | Erbaut wurde der Brunnen im Jahre 1926. Der Löwenkopf fungierte damals als Wasserspeier. Heute wird der Brunnen nur noch als Blumenbeet genutzt. |
|                | Vogelbrunnen                                         | In einem Privatwald westlich von Dansenberg                                                        | Ehemalige Pferdetränke westlich von Dansenberg. Befindet sich im Privatwald. |
|                | Wasserfall mit Schluchtquelle                        | Nördlich des Hagelgrundes in Kaiserslautern 49° 28′ 4″ N, 7° 46′ 47″ O                             | Liegt nördlich des Hagelgrundes und ist als Naturdenkmal ausgewiesen. Das abfließende Wasser bildet über dem Talboden einen kleinen Wasserfall. |
|                | Ziehbrunnen im Schlehweg                             | Schlehweg in Dansenberg 49° 24′ 18″ N, 7° 43′ 31″ O                                                | Ziehbrunnen mit Seilwinde im Schlehweg in Dansenberg. |

## Ehemalige Brunnen
| Bild           | Name                                                           | Lage                                                                  | Anmerkung |
| -------------- | -------------------------------------------------------------- | --------------------------------------------------------------------- | --- |
|                | August-Hermann-Brunnen                                         | Synagogenplatz 49° 26′ 40″ N, 7° 46′ 28″ O                            | Befand sich damals auf dem Synagogenplatz. |
|                | Brunnen im ehemaligen Ausstellungspark (Volkspark)             | Volkspark 49° 26′ 27″ N, 7° 47′ 38″ O                                 | Springbrunnen mit Umwelzanlage im ehemaligen Ausstellungspark, heute als Volkspark bekannt. Erbaut 1925 von Hermann Hussong. Den Brunnen zierten zwei sich bäumende Pferde, welche allerdings 1945 bei den Bombardierungen beschädigt wurden. Heute kann bloß noch eine Pferdefigur im Volkspark bewundert werden. |
|                | Brunnen vor dem Südwestfunk Studio Kaiserslautern              | Fliegerstraße 36 49° 27′ 7″ N, 7° 46′ 13″ O                           | Früher ein Wasserbecken mit 12 m hoher Fontäe. Erbaut 1958 und beseitigt in den 80er Jahren. |
|                | Brunnen auf dem Wiesenplatz                                    | Wiesenplatz 49° 26′ 42″ N, 7° 46′ 50″ O                               | Wasserreservoir am Kinderspielplatz auf dem Wiesenplatz, erbaut in der 1950ern. |
| Weitere Bilder | Brunnen im ehemaligen Weinhofs im Ausstellungspark (Volkspark) | Weinhof Volkspark 49° 26′ 27″ N, 7° 47′ 38″ O                         | Springbrunnen mit Umwelzpumpe im Weinhof des ehemaligen Ausstellungsparks, heute Volkspark. Sternförmiger Brunnen, welche in der Mitte eine Skulptur des Dionysis, der griechische Gott des Weines, darstellte. Um den Brunnen herum befanden sich weitere Majolikaskulpturen, geschaffen von dem Professor Sepp Mages aus Düsseldorf. 1937 wurden die Figuren als „entartete Kunst“ klassifiziert und zerstört. |
|                | Brunnen vor dem Haus „Zum Hexenbäcker“                         | Mühlstraße 1 49° 26′ 41″ N, 7° 45′ 56″ O                              | Ventilbrunnen, welcher 1890 installiert wurde. |
|                | Delphinreiterin                                                | Vor der Villa Kröckel 49° 26′ 20″ N, 7° 45′ 48″ O                     | Befand sich früher vor der Villa Kröckel in der Pirmasenser Straße. Der Brunnen wurde während des Zweiten Weltkriegs eingeschmolzen, bloß die Plastik wurde verschont. |
|                | Froschbrunnen, Maxbrunnen                                      | Maxplatz, heute Rathaus Nord 49° 26′ 52″ N, 7° 46′ 5″ O               | Laufbrunnen mit Anschluss an die Wasserleitung. Erschaffen von dem Bildhauer Adolf Bernd anlässlich der Gartenbau-Ausstellung im Jahr 1914, welche aufgrund des Ersten Weltkriegs dann doch nicht stattfand. Auf den acht Nischen des Brunnens waren vier mit Fröschen und Kröten verziert. Auf der Spitze des Brunnens stand eine Putte, welche einen Fisch, vermutlich das Wappentier von Kaiserslautern, in den Hände hielt. Aufgrund der Verlegung des Kanals unter der Lauterstraße landete der Brunnen auf der Schutthalde, lediglich zwei der Frösche konnten gerettet werden, sind bis heute aber unauffindbar. |
|                | Schwengelbrunnen                                               | Rußgasse 49° 26′ 33″ N, 7° 46′ 7″ O                                   | Alter Handpumpenbrunnen, oder auch Schwengelbrunnen genannt, in der Rußgasse. |
|                | Heiligenborn, Heljebrinnche                                    | Westlicher Eingang des Heiligenbergtunnels 49° 25′ 54″ N, 7° 51′ 8″ O | Befand sich am westlichen Eingang des Heiligenbergtunnels und diente der Wasserversorgung des ehemaligen Bahnwärterhauses. |
|                | Laufbrunnen auf dem Waldfriedhof                               | Waldfriedhof 49° 26′ 26″ N, 7° 50′ 26″ O                              | Erbaut 1912. |
|                | Planetenbrunnen, Soldatenbrunnen                               | Goethestraße 35 49° 26′ 28″ N, 7° 45′ 15″ O                           | Laufbrunnen mit Anschluss an die Wasserleitung, welcher um 1906/07 vor der heutigen Goetheschule von dem Bildhauer Karl Dick erbaut wurde.Der Brunnen symbolisierte den Lebenslauf der Schuljugend im Laufe der Planeten. Während des Krieges wurde die heutige Goetheschule in ein Lazarett umgewandelt und der Brunnen zum „Soldatenbrunnen“ umbenannt. Stark vernachlässigt wurde der Brunnen um 1965 abgerissen. |
|                | Siegelsbrunnen, Sichelsbrunnen                                 | Stiftsplatz 49° 26′ 40″ N, 7° 46′ 21″ O                               | Ventilbrunnen mit Anschluss an die Wasserleitung auf dem Stiftsplatz. Installiert im Jahr 1894 und demontiert im Jahr 1955. Der Name ist auf eine zugeschüttete artesiche Quelle zurückzuführen, welche sich auf dem Stiftsplatz befunden haben soll. |
|                | Springbrunnen im Hof der früheren Schlosskaserne               | Schlosskaserne, heute Rathaus 49° 26′ 48″ N, 7° 46′ 5″ O              | Springbrunnen im Hof der früheren Schlosskaserne. Da wo sich damals die Schlosskaserne befand steht heute das Rathaus von Kaiserslautern. |
|                | Zentralbrunnen                                                 | Rousseaustraße 14 49° 25′ 48″ N, 7° 46′ 54″ O                         | Springbrunnen vor der Zweigstelle der Stadtsparkasse Kaiserslautern auf dem Betzenberg. Geplant im Jahr 1973 vom Gartenbauingenieur Hans-Jürgen Bröhl und von dem städtischen Tiefbauamt erbaut. Aufgrund von Betriebsstörungen und Vandalismus wurde die Anlage im Dezember 1983 abgerissen. |
|                | Ziehbrunnen auf dem Bremerhof                                  | Bremerhof 49° 25′ 1″ N, 7° 45′ 48″ O                                  | Alter Ziehbrunnen welcher während des Ersten Weltkriegs durch Soldaten zerstört und zugeschüttet wurde. |
|                | Zierbrunnen im Stadtpark                                       | Stadtpark 49° 26′ 16″ N, 7° 45′ 40″ O                                 | Ehemaliger Zierbrunnen im Stadtpark, geschaffen vor 1900. |

## Denkmalschutz
Eine Reihe von Brunnen steht unter Denkmalschutz, siehe Liste der Kulturdenkmäler in Kaiserslautern und Liste der Kulturdenkmäler in Kaiserslautern (Stadtteile).

## Naturdenkmale
Eine Reihe von Quellen steht als Naturdenkmal unter Schutz, siehe Liste der Naturdenkmale in Kaiserslautern.